# MARUM – The Ocean in the Earth System
Marum – The Ocean in the Earth System (Eigenschreibweise: MARUM) ist ein Exzellenzcluster der DFG an der Universität Bremen. Angesiedelt am Zentrum für Marine Umweltwissenschaften Marum, arbeiten Wissenschaftler aus verschiedenen Disziplinen zusammen. 

## Forschungsfeld
Das Marum beschäftigt sich insbesondere mit der Geologie der Meeresböden. Es werden mehr als 400 Grad Celsius heiße Quellen wie die schwarzen Raucher untersucht, der Austritt von Methan, Schlammvulkane und andere Quellen. Die Projekte werden im internationalen Verbund und eingebunden in internationale Projekte durchgeführt. Klima und Ozean, Wechselwirkungen zwischen geologischen, biologischen und chemischen Prozessen sowie die Dynamik von Ablagerungsvorgängen im Meer bilden die Schwerpunkte der Forschung des Clusters. Auf Schiffsexpeditionen und Laborarbeiten werden moderne Technologien eingesetzt.

## Beteiligte Institutionen
Der Cluster wird hauptsächlich vom Marum bedient, jedoch gehören auch weitere Institutionen zu der Arbeitsgruppe. Am Marum beteiligen sich die folgenden Fachbereiche und Institute der Universität Bremen sowie nicht-universitäre Institutionen.

### Universität Bremen– Fachbereich Geowissenschaften
- Allgemeine Geologie – Marine Geologie (Gerhard Bohrmann)
- Allgemeine Geologie – Meeresgeologie (Gerold Wefer)
- Geochemie und Hydrogeologie (Thomas Pichler)
- Geodynamik der Polargebiete (Cornelia Spiegel-Behnke)
- Geosystem Modellierung (Michael Schulz)
- Historische Geologie – Paläontologie (Helmut Willems)
- Isotopengeochemie (Simone Kasemann)
- Kristallographie (Reinhard X. Fischer)
- Marine Geophysik (Tilo von Dobeneck)
- Marine Geotechnik (Achim Kopf)
- Marine Ingenieurgeologie (Tobias Mörz)
- Meerestechnik – Sensorik (Heinrich Villinger)
- Meerestechnik – Umweltforschung (Volkhard Spieß)
- Modellierung von Sedimentationsprozessen (Katrin Huhn)
- Organische Geochemie (Kai-Uwe Hinrichs, "AG Hinrichs")
- Petrologie der Ozeankruste (Wolfgang Bach)
- Sedimentologie – Paläozeanographie (Rüdiger Henrich)

### Universität Bremen– Fachbereich Physik
- Abteilung Ozeanographie – Institut für Umweltphysik (Monika Rhein)
- Institut für Umweltphysik (John Philip Burrows und Justus Notholt)

### Universität Bremen– Fachbereich Biologie / Chemie
- Meereschemie mit dem Schwerpunkt Spurenanalyse mariner Inhaltsstoffe (Wolfgang Balzer)

### Alfred-Wegener-Institut für Polar- und Meeresforschung (AWI)
- Biologische Ozeanographie (Victor Smetacek)
- Dynamik des Paläoklimas (Gerrit Lohmann)
- Marine Biogeowissenschaften (Dieter Wolf-Gladrow)
- Marine Geochemie (Michael Schlüter)
- Marine Geologie und Paläontologie (Ralf Tiedemann)

### Jacobs University
- Computational Science & Computer Science (Lars Linsen)
- Geosciences (Michael Bau)
- Geosciences (Andrea Koschinsky-Fritsche)

### Max-Planck-Institut für Marine Mikrobiologie (MPI)
- Abteilung Molekulare Ökologie (Rudolf Amann)
- AG Biogeochemie (Tim Ferdelman)
- AG Mikrobielle Habitate (Antje Boetius)
- AG Nutrient Cycling (Marcel Kuypers)
- AG Ökophysiologie (Heide Schulz-Vogt)
- AG Symbiosis (Nicole Dubilier)

### Senckenberg Institut am Meer (SNG)
- Abteilung Meeresforschung (André Freiwald)

### Leibniz-Zentrum für Marine Tropenökologie (ZMT)
- Hildegard Westphal (Institutsleitung ZMT)